# Forêt fossile de Gilboa
La forêt fossile de Gilboa, dans l'État de New York aux États-Unis, est une forêt fossilisée et l'une des plus anciennes forêts connues,. Située près du barrage de Gilboa (en), dans les limites du village homonyme du comté de Schoharie, la forêt fossilisée et sa biodiversité datent de la période dévonienne. Les paléobotanistes s'intéressent au site depuis les années 1920, lorsque des travaux de construction du barrage, ont permis de découvrir plusieurs grandes souches fossilisées. Plusieurs de ces fossiles sont exposés sur le site du barrage de Gilboa, au centre pédagogique de la New York Power Authority (en) du comté de Schoharie, au New York State Museum d'Albany ou encore au Musée américain d'histoire naturelle. En outre, le fameux paléoartiste newyorkais Charles R. Knight a figuré cette forêt dans une large fresque au Musée Field de Chicago.

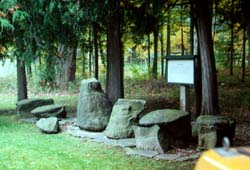
Quelques souches fossiles de la forêt dévonienne de Gilboa, apparentées aux Lepidodendropsis.

## Voir également